# Cratere Samni
Samni è un cratere sulla superficie di Rea.